# Елк-Сіті (Айдахо)
Елк-Сіті (англ. Elk City) — переписна місцевість (CDP) в окрузі Айдахо штату Айдахо США. Населення — 170 осіб (2020).

## Географія
Елк-Сіті розташований за координатами 45°49′18″ пн. ш. 115°26′12″ зх. д. / 45.82167° пн. ш. 115.43667° зх. д. (45.821650, -115.436800).  За даними Бюро перепису населення США в 2010 році переписна місцевість мала площу 6,50 км², з яких 6,49 км² — суходіл та 0,01 км² — водойми.

## Демографія
Згідно з переписом 2010 року, у переписній місцевості мешкали 202 особи в 96 домогосподарствах у складі 51 родини. Густота населення становила 31 особа/км².  Було 187 помешкань (29/км²).
Расовий склад населення:
| - 98,5 % — білих - 0,5 % — корінних американців - 0,0 % — осіб інших рас |

До двох чи більше рас належало 1,0 %. Частка іспаномовних становила 0,5 % від усіх жителів.
За віковим діапазоном населення розподілялося таким чином: 25,2 % — особи молодші 18 років, 56,5 % — особи у віці 18—64 років, 18,3 % — особи у віці 65 років та старші. Медіана віку мешканця становила 43,5 року. На 100 осіб жіночої статі у переписній місцевості припадало 127,0 чоловіків;  на 100 жінок у віці від 18 років та старших — 132,3 чоловіків також старших 18 років.